# Dwayne Haare
Pas d'image ? Cliquez ici

a Compétitions nationales et continentales officielles uniquement.

Dernière mise à jour le 2 juillet 2018.
Dwayne-Teahu Haare, né le 9 juin 1980 à Auckland, est un joueur néo-zélandais de rugby à XV qui évolue au poste de troisième ligne. Il mesure 1,97 m pour 105 kg.

## Biographie
Il est le joueur le plus sanctionné de la saison 2006-2007 avec un carton rouge et quatre jaunes, le Néo-zélandais quitte Narbonne en juillet 2007 pour rejoindre l'Aviron bayonnais afin de continuer à évoluer en Top 14.
Dwayne Haare est arrivé à Narbonne repéré alors qu’il jouait en sélection aux Waratahs.
Il devient même capitaine de Narbonne en fin de saison 2006-2007. Il est surnommé « le bulldozer ».

## Carrière
- 2003-2005 : Randwick  Australie
- 2005 : New South Wales Waratahs  Australie
- 2005-2007 : RC Narbonne  France
- 2007-2016 : Aviron bayonnais  France

## Palmarès
Élu meilleur joueur du mois de mars 2007 par les lecteurs du Midi olympique.